# Markus Endress
Markus Endress (* 22. November 1975) ist ein österreichischer Fußballtorhüter. Aktuell lässt er seine Karriere beim Unterligaverein SCG Eckartsau ausklingen.

## Karriere
Endress begann seine Karriere bei seinem Heimatverein FC Angern. Seine erste Profistation war der SC Untersiebenbrunn, wo er bald als einer der stärksten Torhüter der zweitklassigen österreichischen Ersten Liga galt.
Nach dem Lizenzentzug von Untersiebenbrunn wechselte er 2005 ligaintern zum FC Kärnten. Nach einer Spielzeit und 18 Einsätzen ging es weiter in die Regionalliga Ost zum Wiener Sportklub. 2008 wechselte er zum österreichischen Erstligisten SC-ESV Parndorf. Von 2010 bis 2015 spielte er wieder beim FC Angern. Derzeit ist er bei der SCG Eckartsau engagiert.

## Erfolge
- 1 × Viertelfinale ÖFB-Cup: 2002
- 2 × Regionalligameister: 1998, 1999